# Emma Hardy
Emma Ann Hardy (født 17. juli 1979) er en britisk politiker for Labour Party.
Hun har været medlem af Parlamentet (MP) for Kingston upon Hull West og Hessle siden valget i 2017.

## Personligt liv
Hardy bor i Hessle sammen med sin partner James, hendes to døtre Olivia og Isabelle og to katte.